# Annabel Oertel
Annabel Oertel (* 30. April 1999 in Berlin) ist eine deutsche Ruderin.

## Karriere
Annabel Oertel war bis 2014 als Schwimmerin auf der Sportschule in Berlin. Als ihr dort keine Perspektive mehr attestiert worden war, probierte sie sich in Potsdam im Triathlon aus. Von dort wurde sie zum Rudern weiterempfohlen, weil man ihr angesichts ihrer Körpergröße dort mehr Entwicklungschancen einräumte. 2016 startete sie im Potsdamer Vereinsboot bei den Junioren-Europameisterschaften. Zusammen mit Friederike Müller, Isabelle Hübener und Janina Arndt konnte sie den Titel im Vierer ohne Steuerfrau vor den Polinnen und Rumäninnen gewinnen. Auch bei den Junioren-Weltmeisterschaften im August konnten die vier, vor den Booten aus Italien und den Vereinigten Staaten, den Titel im Vierer ohne Steuerfrau gewinnen. Ein Jahr später konnte sie bei den Junioren-Weltmeisterschaften 2017 die Silbermedaille im Achter gewinnen. 2018 startete sie im Achter bei den U23-Weltmeisterschaften. Zusammen mit Lena Sarassa, Hannah Reif, Sina Kühne, Christin Stöhner, Marie-Sophie Zeidler, Isabelle Hübener, Carolin Dold und Neele Erdtmann belegte sie im Finale den fünften Platz.
Zu Beginn der Saison 2019 gewann sie mit Christin Stöhner im Zweier ohne Steuerfrau die Silbermedaille bei den Deutschen Meisterschaften. Anschließend startete sie im Vierer ohne Steuerfrau bei den Europameisterschaften. Mit Sophie Oksche, Christin Stöhner und Alexandra Höffgen gewann sie das B-Finale und belegte damit den siebten Platz. Beim zweiten Ruder-Weltcup der Saison gewann sie zusammen mit Alyssa Meyer, Marie-Sophie Zeidler, Christin Stöhner, Isabelle Hübener, Frauke Hundeling, Anna Härtl, Charlotte Wesselmann und Larina Aylin Hillemann das B-Finale im Achter, womit sie Siebte wurden. Beim dritten Weltcup in Rotterdam belegte sie mit dem Achter den vierten Platz im B-Finale und beendete die Regatta auf dem 10. Platz. Zum Abschluss der Saison startete sie auch bei der Weltmeisterschaft im Achter. Zusammen mit Alyssa Meyer, Marie-Sophie Zeidler, Melanie Göldner, Christin Stöhner, Frauke Hundeling, Anna Härtl, Alexandra Höffgen und Larina Aylin Hillemann belegte sie erneut den vierten Platz im B-Finale.

## Internationale Erfolge
- 2016: Goldmedaille Junioren-Europameisterschaften im Vierer ohne Steuerfrau
- 2016: Goldmedaille Junioren-Weltmeisterschaften im Vierer ohne
- 2017: Silbermedaille Junioren-Weltmeisterschaften im Achter
- 2018: 5. Platz U23-Weltmeisterschaften im Achter
- 2019: 7. Platz Europameisterschaften im Vierer ohne
- 2019: 10. Platz Weltmeisterschaften im Achter

## Berufsweg
Annabel Oertel studiert seit Herbst 2019 an der renommierten University of California in Berkeley.